# 阿利阿克蒙河
阿利阿克蒙河(羅馬化：Aliákmonas)为希腊最长的河流，总长322公里。该河发源于希腊北部的品都斯山脉格拉莫斯山，靠近阿尔巴尼亚。流经卡斯托里亞湖、品都斯峡谷，塞萨洛尼基平原(萨洛尼卡平原)，最后注入爱琴海西部塞尔迈湾。